# Barreiros (Valpaços)
Barreiros é uma povoação portuguesa do Município de Valpaços que foi sede da extinta Freguesia de Barreiros, freguesia que tinha 7,06 km² de área e 177 habitantes (2011), e, por isso, uma densidade populacional de 25,1 hab/km².
A Freguesia de Barreiros foi extinta e agregada com a Freguesia de Sonim, pela reorganização administrativa de 2012/2013, tendo o seu território sido integrado na então criada Freguesia de Sonim e Barreiros.
A distância de Barreiros a Valpaços é de 16 km.
Grande parte dos barreirenses estão no estrangeiro, sendo que, no verão a população de Barreiros pode atingir as 600 pessoas com a chegada dos emigrantes.
A freguesia possui uma praia fluvial do rio Rabaçal que é um lugar frequentado por muitas pessoas de Barreiros e da zona no verão, também tem um campo de futebol de 5 com iluminação, inaugurado em 2005, onde os jovens costumam jogar futebol frequentemente mas que também pode ser utilizado para jogar ténis ou handball.
A festa em honra da Nossa Senhora dos Aflitos é no terceiro sábado de agosto e a festa em honra de São Vicente é dia 22 de janeiro de cada ano.

## População
| Número de habitantes | Número de habitantes | Número de habitantes | Número de habitantes | Número de habitantes | Número de habitantes | Número de habitantes | Número de habitantes | Número de habitantes | Número de habitantes | Número de habitantes | Número de habitantes | Número de habitantes | Número de habitantes | Número de habitantes |
| -------------------- | -------------------- | -------------------- | -------------------- | -------------------- | -------------------- | -------------------- | -------------------- | -------------------- | -------------------- | -------------------- | -------------------- | -------------------- | -------------------- | -------------------- |
| 1864                 | 1878                 | 1890                 | 1900                 | 1911                 | 1920                 | 1930                 | 1940                 | 1950                 | 1960                 | 1970                 | 1981                 | 1991                 | 2001                 | 2011                 |
| 314                  | 337                  | 315                  | 383                  | 370                  | 373                  | 362                  | 402                  | 504                  | 493                  | 367                  | 313                  | 239                  | 218                  | 177                  |

(Obs.: Número de habitantes "residentes", ou seja, que tinham a residência oficial neste concelho à data em que os censos  se realizaram.)
| Distribuição da População por Grupos Etários em 2001 e 2011 | Distribuição da População por Grupos Etários em 2001 e 2011 | Distribuição da População por Grupos Etários em 2001 e 2011 | Distribuição da População por Grupos Etários em 2001 e 2011 | Distribuição da População por Grupos Etários em 2001 e 2011 | Distribuição da População por Grupos Etários em 2001 e 2011 | Distribuição da População por Grupos Etários em 2001 e 2011 | Distribuição da População por Grupos Etários em 2001 e 2011 | Distribuição da População por Grupos Etários em 2001 e 2011 | Distribuição da População por Grupos Etários em 2001 e 2011 |
| ----------------------------------------------------------- | ----------------------------------------------------------- | ----------------------------------------------------------- | ----------------------------------------------------------- | ----------------------------------------------------------- | ----------------------------------------------------------- | ----------------------------------------------------------- | ----------------------------------------------------------- | ----------------------------------------------------------- | ----------------------------------------------------------- |
| Idade                                                       | 0-14                                                        | 15-24                                                       | 25-64                                                       | > 65                                                        |                                                             | 0-14                                                        | 15-24                                                       | 25-64                                                       | > 65                                                        |
| 2001                                                        | 17                                                          | 28                                                          | 106                                                         | 67                                                          |                                                             | 7,8%                                                        | 12,8%                                                       | 48,6%                                                       | 30,7%                                                       |
| 2011                                                        | 14                                                          | 16                                                          | 80                                                          | 67                                                          |                                                             | 7,9%                                                        | 9,0%                                                        | 45,2%                                                       | 37,9%                                                       |